# Melchor Ortega
Melchor de Ortega (Úbeda; c. 1520-después de 1556), escritor castellano del siglo xvi.

## Biografía
Nació caballero, en el seno de una de las diez familias hidalgas de Úbeda, los Ortega, aproximadamente en la segunda o tercera década del siglo xvi. Era hijo de Antonio Ortega y Catalina de Alaver, fallecidos antes de 1549, año en que sostuvo un pleito fallado a su favor sobre su nobleza e hidalguía junto con sus hermanas Isabel y Catalina, en nombre suyo y de su primo hermano Cristóbal de Ortega, por estar este sirviendo al rey Felipe II en palacio. Sus abuelos paternos fueron Diego de Ortega y Lucía Ruiz de Ariza, todos de rancio linaje ubetense y ligados a la Casa ducal de Alburquerque desde los tiempos en que era duque Beltrán de la Cueva. Escribió un libro de caballerías bastante famoso, el Felixmarte de Hircania (Valladolid: Francisco Fernández de Córdoba, 1556), citado en el Don Quijote. Los topónimos están correctamente situados, por lo que el autor conocía la Cosmografía de Pedro Apiano, y también traduce algún pasaje de las Vidas paralelas de Plutarco. El libro está dedicado a Juan Vázquez de Molina, secretario y consejero de Estado de Felipe II, quien fue el mismo que firmó en Valladolid el diez de marzo de 1554 el privilegio otorgado a Ortega para la publicación de su libro.

## Obras
- Primera parte de la grande historia del muy animoso y esforcado príncipe Felixmarte de Yrcania, y de su estraño nascimiento. En la qual se tratan las grandes hazañas del valeroso príncipe Flosarán de Misia su padre, según que la scrivió en Griego, el grande historiador PhilosioAtheniense. Traduzidade la lengua Toscana en nuestro vulgar, por el magnifico cauallero Melchior Ortega, vezino de la cibdad de Úbeda. Dirigida a el Ilustre señor Iuán Vázquez de Molina, del Consejo de stado de su Magestad, y su Secretario, Comendador de Guadalcanal, Treze de la orden de Sanctiago. (Valladolid: Francisco Fernández de Córdoba, 1556).
- Felixmarte de Hicarnia, Mª del Rosario Aguilar Pardomo (ed.), Centro de Estudios Cervantinos, Alcalá de Henares, 1998.